# هرکینگن
هرکینگن (به هلندی: Herkingen) یک منطقهٔ مسکونی در هلند است که در خوری-افرفلاکی واقع شده‌است. هرکینگن ۱٬۲۵۰ نفر جمعیت دارد.